# 富山県道35号立山山田線

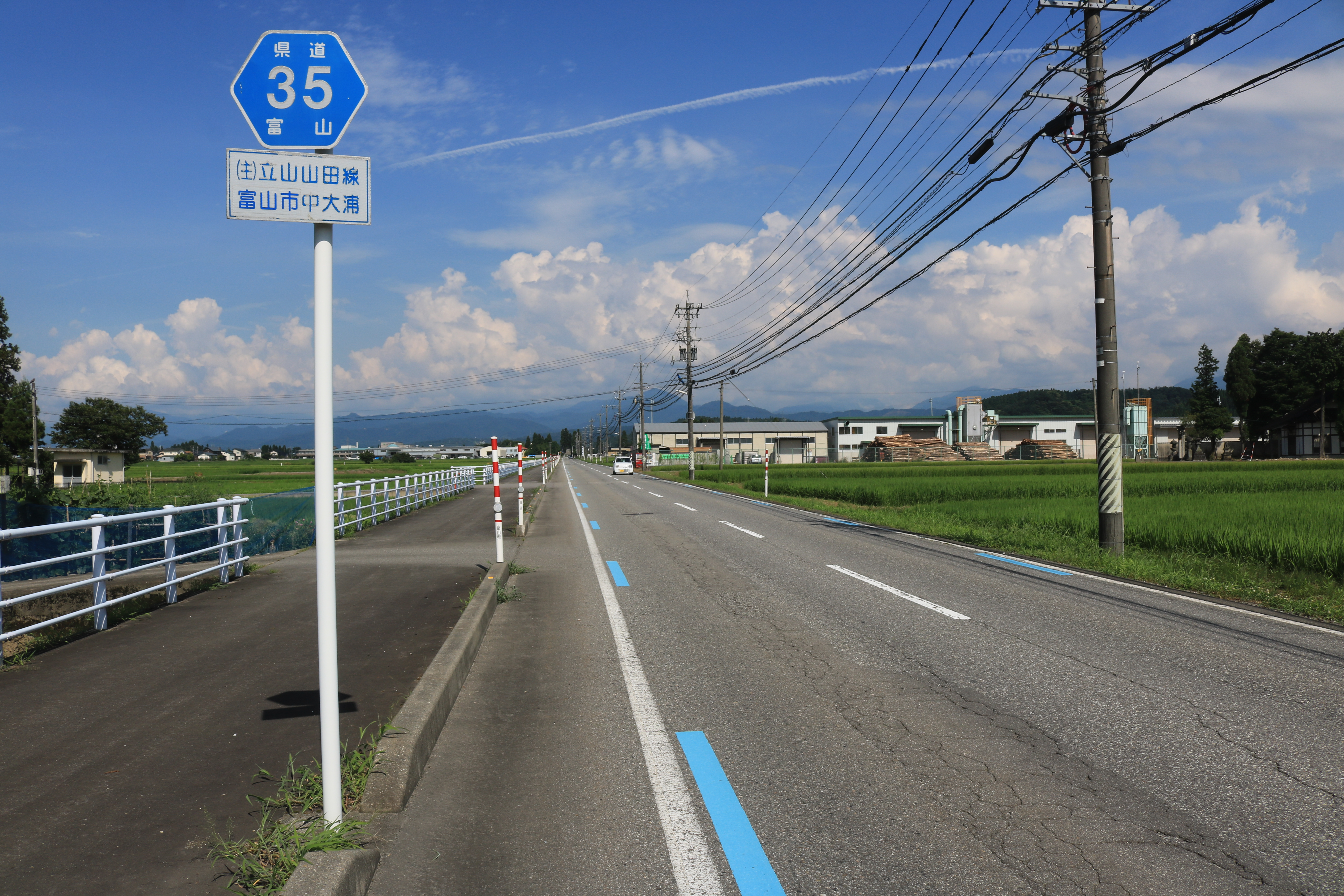
富山県道35号立山山田線、富山市中大浦にて

富山県道35号立山山田線（とやまけんどう35ごう たてやまやまだせん）は、富山県中新川郡立山町から富山市までを結ぶ県道（主要地方道）である。

## 概要

### 路線データ
- 起点：富山県中新川郡立山町下田字天池（富山県道15号立山水橋線交点）
- 終点：富山県富山市山田小島字南前田（富山県道59号富山庄川線交点）
- 延長：24,922m

## 主要橋梁
- 立山橋（中新川郡立山町 - 富山市）
- 成子大橋（富山市）
- 高善寺橋（富山市）

## 歴史
- 1977年（昭和52年）3月1日 - 認定[1]
- 1993年（平成5年）5月11日 - 建設省から、県道立山山田線が立山山田線として主要地方道に指定される[2]。
- 2000年（平成12年）9月30日 - 国道41号交点 - 笹津安養寺線交点までの370ｍ区間のバイパスが開通[3]。
- 2024年（令和6年）9月28日 - 高善寺橋の新橋への架け替えを含む富山市八尾町黒田 - 八尾町上高善寺 (0.6 km) が開通する[4]。

## 路線状況

### 重複区間
- 富山県道15号立山水橋線（立山町下田字天池・下田交差点 - 中新川郡立山町岩峅寺・岩峅寺交差点）
- 富山県道43号富山上滝立山線（富山市上滝・大川寺前交差点 - 富山市中滝・三室荒屋交差点）
- 富山県道65号富山大沢野線（富山市青柳新 - 富山市小黒）
- 富山県道7号富山八尾線（富山市八尾町黒田・黒田（北）交差点 - 富山市八尾町黒田・黒田交差点）
- 富山県道59号富山庄川線（富山市婦中町道島 - 富山市山田小島字南前田）

## 地理

### 通過する自治体
- 中新川郡立山町
- 富山市

### 交差する道路
- 富山県道15号立山水橋線（立山町下田字天池・下田交差点、起点）
- 富山県道15号立山水橋線（中新川郡立山町岩峅寺・岩峅寺交差点）
- 富山県道161号岩峅寺大石原水橋線（中新川郡立山町岩峅寺）
- 富山県道43号富山上滝立山線・富山県道174号上滝山室線（富山市上滝・大川寺前交差点）
- 富山県道43号富山上滝立山線（富山市中滝・三室荒屋交差点）
- 富山県道180号上滝停車場線（富山市中滝、上滝駅前）
- 富山県道43号富山上滝立山線・富山県道180号上滝停車場線（富山市中滝・三室荒屋交差点）
- 富山県道184号河内花崎線（富山市花崎・花崎交差点）
- 富山県道183号大沢野大山線（富山市中大浦・中大浦交差点）
- 富山県道67号宇奈月大沢野線（富山市上布目）
- 富山県道187号荒屋敷月岡町線（富山市中布目・中布目交差点）
- 富山県道65号富山大沢野線（富山県道188号東猪谷富山線 重複）（富山市青柳新）
- 富山県道65号富山大沢野線（富山市小黒）
- 富山県道191号下大久保上熊野線（富山市合田・合田交差点）
- 富山県道318号笹津安養寺線（富山市下大久保・下大久保3区北交差点）
- 富山県道318号笹津安養寺線（富山市下大久保・下大久保四区交差点）
- 国道41号 越中東街道（富山市下大久保・下大久保若草町交差点）
- 富山県道69号富山笹津線（富山市福居・福居交差点）
- 富山県道200号井栗谷婦中線（富山市婦中町成子で立体交差、富山市道を介して接続）
- 富山県道134号奥田杉田線（富山市八尾町杉田・杉田交差点）
- 富山県道7号富山八尾線（富山市八尾町黒田・黒田（北）交差点 - 富山市八尾町黒田・黒田交差点）
- 国道472号（富山市八尾町上高善寺・上高善寺交差点）
- 富山県道344号千里八尾線（富山市八尾町新田・新田交差点）
- 富山県道59号富山庄川線（富山市婦中町道島）
- 富山県道59号富山庄川線（富山市山田小島字南前田、終点）

### 沿線にある施設など
- 富山地方鉄道立山線 岩峅寺駅
- 富山地方鉄道上滝線
  - 岩峅寺駅
  - 大川寺駅
  - 上滝駅
- 富山市消防局 大山消防署
- 富山国際大学
- 富山市立上滝中学校
- 富山市立月岡中学校
- 富山市立杉原中学校
- 富山市立上滝小学校
- 富山市立福沢小学校
- 富山市立大久保小学校
- 富山市立保内小学校
- 片山学園中学校・高等学校
- 常願寺川
- 熊野川
- 神通川
- 北陸電気工業 本社
- アルビス 大久保店
- コメリハードアンドグリーン 大沢野店
- 大阪屋ショップ キョーエイキャロット1店
- クスリのアオキ 婦中店
- おわらサーキット